# La Barbe à papa (série télévisée)
Pour les articles homonymes, voir Barbe à papa (homonymie).
La Barbe à papa ou Qu'est-ce qui fait courir Papa ? (Paper Moon) est une série télévisée américaine en treize épisodes de 25 minutes, créée par Anthony Wilson et Robert Stambler d'après le film homonyme de Peter Bogdanovich et diffusée entre le 12 septembre et le 19 décembre 1974 sur le réseau ABC.
En France, la série a été diffusée à partir du 16 mai 1976 sur TF1.

## Synopsis
Moses Pray, venu assister à l'enterrement d'un ancien grand amour, dans le Midwest, en 1936, est obligé de prendre en charge Addie Loggins, neuf ans, la fille de la défunte pour l'amener à une tante demeurant à Saint Joseph dans le Missouri.
Il est l'un des pères possibles de la petite même s'il en ignorait l'existence.
Mais Addie s'attache à ce père et se sauve pour le rejoindre. Dès lors, père et fille prennent la route et vivent de petits expédients pendant la Grande Dépression.

## Distribution
- Christopher Connelly : Moses « Moze » Pray
- Jodie Foster : Addie Pray

## Épisodes
1. Titre français inconnu (Settling)
2. Titre français inconnu (Second Prize)
3. Titre français inconnu (Imposter)
4. Titre français inconnu (Manly Arts)
5. Titre français inconnu (Birthday)
6. Titre français inconnu (Long Division)
7. Titre français inconnu (Old Time Relatives)
8. Titre français inconnu (Harvest)
9. Titre français inconnu (Bonnie and Clyde)
10. Titre français inconnu (Visions of Las Vegas)
11. Titre français inconnu (Who Is M.P. Sellers?)
12. Titre français inconnu (Green Gods)